# T (The New York Times)
Pour les articles homonymes, voir T.
T est un périodique américain dédié principalement à la mode et édité par le quotidien The New York Times. 
Il constitue non pas un supplément du quotidien, mais un magazine à part entière, vendu séparément. 
Lancé en 2004, il parait à raison de 11 numéros par an.